# 5 Pułk Moździerzy

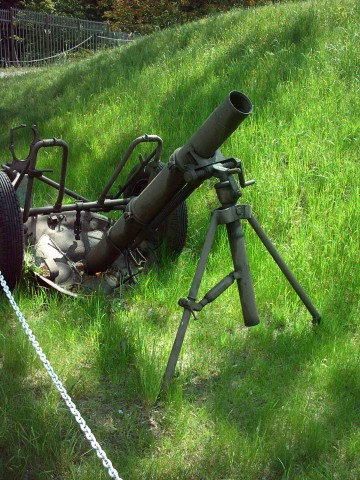
120 mm moździerz wz. 1938

5 pułk moździerzy – pułk artylerii polskiej ludowego Wojska Polskiego.
Sformowany w rejonie wsi Kisielany-Kuce i Kisielany-Żmichy na podstawie rozkazu Naczelnego Dowództwa Wojska Polskiego nr 8 z 20 sierpnia 1944.
Przysięgę żołnierze pułku złożyli 8 listopada 1944 pod Kisielanami.

## Żołnierze pułku
Dowódcy pułku
mjr Danił Gusiew
mjr Aleksander Dedow
- dowódca 1 dywizjonu – kpt. Aleksander Kandyba[2]
- dowódca 2 dywizjonu – kpt. Siergiej Kutakow[2]

## Skład etatowy
- Dowództwo i sztab
- 2 x dywizjon moździerzy
  - 3 x bateria ogniowa
    - 2 x pluton ogniowy
- park artyleryjski

żołnierzy – 631 (oficerów – 74, podoficerów – 179, kanonierów – 378)
sprzęt:
- 120 mm moździerz wz. 1938 – 36
- rusznice przeciwpancerne – 36
- samochody – 97

## Działania bojowe
Pułk wchodził w skład 1 Brygady Moździerzy. Podczas walk o Berlin pułk wspierał działania piechoty radzieckiej dążącej do opanowania Poczdamu. W nocy z 26 na 27 kwietnia polscy moździerzyści przeprawili się przez jezioro Jungfern i przed nastaniem świtu wszystkie baterie były na stanowiskach ogniowych na południowym brzegu jeziora. W ramach artyleryjskiego przygotowania natarcia moździerzyści prowadzili półgodzinny ogień. Po wdarciu się piechoty i czołgów do Poczdamu baterie przesuwały się do przodu nie przerywając ognia na rzecz piechoty. Ponieważ siły jednostek radzieckich były osłabione, mjr. Aleksandr Dedow do walki skierował kierowców, pisarzy i gońców.
W Poczdamie hitlerowcy ustawili działa u wylotu ulic do strzelania na wprost. Polscy moździerzyści towarzyszyli radzieckiej piechocie strzelając do wykrytych punktów ogniowych. Około południa 27 kwietnia centrum Poczdamu zostało opanowane. Miasto, w którym został wkrótce podpisany układ pomiędzy wielkimi mocarstwami, zostało zdobyte przez oddziały radzieckie przy współudziale polskich moździerzystów.
Po opanowaniu Poczdamu pułk został skierowany przez Gross Glienicke, Kladow, Gatow pod Spandau. Podczas przemarszu likwidował niedobitki wroga. Po przybyciu na miejsce, baterie pułku rozmieszczono w ogrodach Spandau. 29 kwietnia 1945 pułk częścią sił uczestniczył w walkach ulicznych przy oczyszczaniu przedmieścia Berlina – Pichelsdorfu. 2 maja pułk wspierał radziecki oddział piechoty w rejonie Klosterfelde.